# کوین هارت: به دردم بخند
کوین هارت: به دردم بخند (انگلیسی: Kevin Hart: Laugh at My Pain) فیلمی در ژانر مستند به کارگردانی تیم استری است که در سال ۲۰۱۱ منتشر شد. از بازیگران آن می‌توان به کوین هارت اشاره کرد.